# Гулякіна Євгенія Олександрівна
Євгенія Олександрівна Гулякіна (нар. 31 березня 1947, м. Міас, Челябінська область) — українська актриса, режисер, педагог, заслужена артистка України (2000), доцент (1989), професор кафедри акторського мистецтва та режисури драми.

## Життєпис
Закінчила Київський інститут театрального мистецтва у 1974 році (курс Ірини Молостової). Працювала артистом розмовного жанру в Укрконцерті з 1967 по 1970 рік, диктором на Українському радіо і телебаченні з 1974 по 1976 рік. З 1978 року працює у Київському інституті театру, кіно і телебачення.
У 1998–2000 роках — професор кафедри сценічної мови.
З 1989 року  викладає у Національна музична академія України імені Петра Чайковського (Київ).
Серед її учнів Олег Драч, Алла Мартинюк, Тетяна Назарова та інші.